# Eupithecia infectaria
Eupithecia infectaria es una especie de polilla de la familia Geometridae. La especie fue descrita por primera vez por Achille Guenée habiendo sido descrita en 1858, con una amplia distribución en Sudáfrica. El holotipo de la especie fue descrita en Cabo de Buena Esperanza. 
Tiene gran similitud con otras dos especies europeas, E. irriguata y E. abbreviata, pero son de menor tamaño y más pálidas. Cuenta con dos subespecies: Eupithecia dodoneata dodoneata y Eupithecia dodoneata austrina Herbulot, 1962.

## Descripción
Es una polilla de tamaño mediano, con una envergadura de 33 milímetros (1,3 plg), la de mayor tamaño del género. Sus alas son de color marrón grisáceo. Las alas cuentan con puntos marginales negros alargados, interrumpido en las venas por líneas ocres y flecos blanquecinos. La mancha discal es blanca y negra, con dos líneas interiores y una exterior y vetas laminares negras salpicadas de blanco. La parte posterior de las alas es más pálida.

## Ciclo de vida
La oruga es de color verde y crema, y se parece a los brotes y al envés de las hojas de la planta huésped. Se alimenta de hojas nuevas de la salvia (Buddleja salviifolia). Es bivoltina y los adultos aparecen de agosto a diciembre y luego de febrero a abril. Su hábitat son los bosques y las áreas boscosas donde crecen las plantas huésped, desde el sur del Cabo hasta Limpopo.